# Évelyne Malnic
Évelyne Malnic, née le 9 janvier 1947 à Paris, est une journaliste et auteure spécialisée dans le domaine de la gastronomie et du vin.

## Biographie
Née à Paris, elle est la fille d'Alfred Malnic (Krochmalnik), (Magdebourg 1913-Paris 1996), pelletier, et de Mauricette Zavadski (Nogent-sur-Marne 1914-Paris 2007). Mariée à Georges Dybman, ils ont trois enfants, David, Patricia et Jennifer.
Journaliste, elle est auteure d'ouvrages sur les thèmes de l'économie, la culture, le cinéma, la décoration et les arts de vivre.
Elle est par ailleurs l'auteure d'un documentaire pour France 5 : La Révolution au Féminin (2004).
Elle crée en 2002 le Prix Centauriades qui récompense le meilleur « Beau Livre » dans le domaine du cheval.

## Distinctions
- Prix OIV, Histoire, Littérature et Beaux-Arts 2017 pour Le Vin & le Sacré[10].
- Prix Jean Carmet des Vignerons de Bourgueil, Saumur 2016 pour Le Vin & le Sacré[11].
- Gourmand World Cookbook Awards pour Le Vin décrypté, Les Délices de chez Catherine, Un seul vin.
- Prix Edmond de Rothschild pour Le Vin en son palais[12].
- Prix Académie de Rouen pour Maisons de Normandie.
- Prix Saumur 1997 pour L'Accord Parfait.